# Firearms News
 (mars 2024).
Firearms News est une revue américaine sur le tir et les armes à feu appartenant à la société Outdoor Sportsman Group. Le magazine s'appelle Shotgun News jusqu'en décembre 2015.

## Histoire et profil
Shotgun News est fondée en 1946,. Le magazine se compose principalement de publicités, similaires aux magazines de mode tels que Vogue. De manière générale, le format Shotgun News contient une critique, un article historique ou lié aux armes à feu, un article sur les armuriers amateurs et des chroniques de Clayton Cramer, Chris Knox, Jeff Knox et Vin Suprynowicz. Les petites annonces sont également acceptées et les espaces vides sont remplis de citations historiques des pères fondateurs.
« Fred », fondateur du projet Appleseed, de son vrai nom Jack Dailey, écrit depuis 1999 une chronique, en fait une partie de l'espace publicitaire, pour les crosses de fusil M14 de Fred.
Le tirage annuel de Shotgun News est de 36 numéros. En principe, les éditions sont imprimées en noir et blanc sur du papier de qualité journalistique. Chaque année, les numéros 3, 9, 12, 21, 27 et 33 contiennent également une couverture en couleur, une section de pages couleur brillantes et des articles supplémentaires. La publication contenait environ 220 pages.
En décembre 2015, le magazine est rebaptisé Firearms News.

## Collaborateurs
Les rédacteurs sur le terrain comprennent Reid Coffield, David Fortier, James Grant, Tom Gaylord, Frank James et Paul Scarlata. Les chroniqueurs réguliers sont Clayton Cramer, Chris Knox, Jeff Knox et Vin Suprynowicz. Maître armurier; Peter G. Kokalis a aussi été un contributeur régulier.